# Upaix
Upaix település Franciaországban, Hautes-Alpes megyében. Lakosainak száma 483 fő (2022. január 1.). Upaix Mison, Sigoyer, Thèze, Laragne-Montéglin, Lazer, Le Poët és Ventavon községekkel határos.

## Népesség
A település népessége az elmúlt években az alábbi módon változott:
| Lakosok száma | 328  | 284  | 359  | 400  | 439  | 456  | 450  | 457  | 460  | 483  |
|               | 1968 | 1982 | 1990 | 2006 | 2013 | 2015 | 2017 | 2019 | 2020 | 2022 |